# Megacyllene gaucha
Megacyllene gaucha es una especie de escarabajo longicornio del género Megacyllene, tribu Clytini, subfamilia Cerambycinae. Fue descrita científicamente por Martins y Galileo en 2011.

## Descripción
Mide 15 milímetros de longitud.

## Distribución
Se distribuye por Brasil.